# 兰溪通洲桥
29°19′35″N 119°42′24″E / 29.32639°N 119.70667°E
兰溪通洲桥位于今中华人民共和国浙江省兰溪市梅江镇聚仁村（原塔山村），横跨梅溪，是中国大陆保存较为完整的一座水榭式桥梁。

## 样式
通洲桥呈西南—东北走向，全长84米，宽4米，水面距桥面约8米；桥身为半圆形条石拱桥，六垛五孔，条石护栏；桥面上共设21间水榭；桥中设置歇山顶样式桥亭，设有神龛；桥头修两座翼角起翘的廊亭，并设二十八级的上下台阶。桥西南设有碑亭三间，存有通州桥碑记。

## 历史
通洲桥位于古时婺州前往严州的必经要道，承载浦江县通往兰江边洲上集镇（今兰溪市香溪镇洲上村）的道路。该桥始建于清朝康熙年间，为木桥。乾隆二十三年（1758年），由倪元征捐资改建为石桥。嘉庆五年（1800年），原桥梁被洪水冲毁，暂时设置木桥。道光三年（1823年），该桥由倪望莲等人捐资重修，并设置水榭。同治十二年（1873年），又加以修葺。光绪十二年（1886年），在当地士绅倪宪章等人倡议下，浦江、兰溪两县民众捐款重建通洲桥，由木桥改建为现有青石桥叠木廊桥的样式，光绪十四年（1888年）完工。
1983年8月，兰溪县人民政府将通洲桥列入县级文物保护单位，并修葺复原。1997年8月29日，浙江省人民政府将通洲桥列入第四批浙江省文物保护单位。2002年初，因年久失修，部分构件被盗，兰溪市投入40余万元人民币对通洲桥进行维修。2019年10月7日，通洲桥获公布为第八批全国重点文物保护单位。

### 轶闻
曹聚仁少时曾住在该桥附近的蒋畈村（今属兰溪市梅江镇），并常在该桥上读书。1915年，曹聚仁同结发妻王春翠在该桥初见，两人陷入情网并于1921年结婚，这段经历被部分媒体称为“东方廊桥遗梦”，唯王春翠后在蒋畈村独居，而曹聚仁最终在澳门过世。

## 备注
1. ↑  有部分资料将通洲桥列入省级文物保护的时间写作“1989年12月12日”，这是一项错误的记载：1989年12月12日公布的第三批浙江省文物保护单位名录中没有通洲桥，而应该是古月桥[6]。